# The Opposites
The Opposites is een Nederlands rapduo, bestaande uit Willy (Willem de Bruin) en Big2 (Twan van Steenhoven), opgericht in 2004. Zij noemden zichzelf The Opposites omdat zij in diverse opzichten het tegenovergestelde van elkaar zijn, zo is Willy klein en donker en Big2 lang en blank. De Bruin komt uit Noordeinde en Van Steenhoven uit Heiloo. In 2014 besloten de twee te stoppen met The Opposites.
Op 10 augustus 2019 traden The Opposites, vijf jaar na het stoppen van de formatie, eenmalig op tijdens het festival Appelsap in Amsterdam. Een week later, op 18 augustus, vulden ze tijdens Pukkelpop het openstaande slot van Billie Eilish op, die naar het hoofdpodium verhuisde.

## Biografie

### Jeugdjaren - 2003
De twee rappers begonnen met rappen toen Willem de Bruin op de middelbare school als straf een rap moest schrijven. De Bruin ontdekte zo dat hij talent had voor het rappen en besloot ermee verder te gaan. Samen met zijn vriend Twan van Steenhoven werd hij ook, naar eigen zeggen, echt verslaafd aan de hiphop.

### 2004 - 2014: Doorbraak
2004: StraatRemixes
Willem de Bruin werd bekend als Willy, ook bekend als de Polderneger, en Twan van Steenhoven als Big2.
De eerste stappen in het Nederlands waren onder meer te horen op Straatremixes 2 en 3 van D-men, waar ook onder andere Yes-R, Negativ, Soesi B, Brutus, Brace, Lange Frans en Baas B in zaten.
2005: Top Notch en albums
In 2005 maakte het duo de eerste stappen naar bekendheid. Het eerste album, Youngsters genaamd, was een Engelstalige plaat, maar na het verschijnen van dit album besloten ze in hun moedertaal te gaan rappen.
Verder traden The Opposites op in het NPS-televisieprogramma DeBattle. Daarop verscheen de mixtape "Vuur".
Na de switch van Mastermind Records naar het label Top Notch brengen ze het eerste echte album, De Fik Er In genaamd, uit tegen het einde van 2005. De eerste officiële single van dat album, Fok jou werd eveneens eind 2005 uitgebracht. In het nummer confronteren ze elkaar met het gegeven dat Big2 Nederlands en Willy half Antilliaans is. In 2005 rapte het duo mee op de hitsingle Wat Wil Je Doen (samen met onder meer Willie Wartaal, Spacekees en Heist Rockah) van The Partysquad. Deze single kwam uit ter promotie van de film Het Schnitzelparadijs van regisseur Martin Koolhoven.
2006: Eerste grote hit
In het begin van 2006 verscheen de single Slaap. Deze single bezorgde The Opposites hun eerste grote hit. In de door Martin Koolhoven geregisseerde clip spelen Tygo Gernandt en Yahya Gaier een prominente rol (verkleed als The Opposites) en waren Big 2 en Willy te zien als Gandhi en Che Guevara.
Ook brengen ze in 2006 een ep uit getiteld RauwDauw en worden ze voor veel prijzen genomineerd.
2007: Prijzen
Hun tweede officiële album komt in 2007 uit onder de titel Begin Twintig. Op het album stond de track Dom, Lomp en Famous Ft. Dio en Willie Wartaal die een succes werd.
The Opposites rapte ook op de Single van Ali B; Je Weet Zelluf, kwamen in het programma Je Moeder van BNN en wonnen een groot aantal prijzen in 2007.  (Zie: Wedstrijden) 
2008: Toeren
In 2008 toeren The Opposites samen met The Partysquad door Spanje, en in Nederland samen met Flinke Namen en Dio met de show Op Volle Toeren. Ze brachten ook een mixtape uit met dezelfde naam als de show.
Ook brachten ze de single Vandaag uit.
2009: Willie vj
In 2009 was Willie vj bij TMF van de programma's: Kijk dit Nou!, Willy de stad uit en "Beach Battle". Big2 bracht een solomixtape uit genaamd Zin in!.
The Opposites stonden ook op Lowlands.
Tevens brachten ze een nieuwe single uit: "Broodje Bakpao". Op dit nummer rapt Twan samen met Gers&Sef. De videoclip werd gemaakt in samenwerking met New Kids en het nummer was ook in Vlaanderen een enorm succes. Meteen leerden de Vlamingen ook wat een "broodje bakpao" (spelling is feitelijk: bapao) eigenlijk is, want voor de release van de single was zo'n broodje nergens in Vlaanderen te krijgen.
2010: Soloalbums
In 2010 brengen Willy en Big2 beiden een soloalbum uit. Deze twee albums worden wel samen verkocht. De eerste single van het album (Ik ben Twan) van Big2 is broodje bakpao. De eerste single van Willy zijn soloalbum (Succes) is ook uitgebracht. De single heet Licht uit en er is een videoclip voor opgenomen.
Hun single "brief aan jou" met Trijntje Oosterhuis is ook een hit. Willems album Succes is volledig geproduceerd door Amsterdams productietrio SoundG8 (Roel Donk, Dennis Letnom en Jihad Rahmouni).
2014: Popprijs
The Opposites winnen tijdens het festival Noorderslag in Groningen de Popprijs 2013, de meest prestigieuze prijs in de Nederlandse popmuziek. De prijs is voor de artiest of band die het afgelopen jaar de belangrijkste bijdrage leverde aan de Nederlandse popmuziek.

## Discografie

### Albums
| Album met eventuele hitnotering(en) in de Nederlandse Album Top 100 | Datum van verschijnen | Datum van binnenkomst | Hoogste positie | Aantal weken | Opmerkingen |
| ------------------------------------------------------------------- | --------------------- | --------------------- | --------------- | ------------ | ----------- |
| De fik er in                                                        | 14-11-2005            | 11-02-2006            | 81              | 10           |             |
| Rauwdauw                                                            |                       |                       |                 |              |             |
| Begin twintig                                                       | 10-09-2007            | 15-09-2007            | 23              | 19           |             |
| Succes / Ik ben Twan                                                | 05-03-2010            | 13-03-2010            | 9               | 10           |             |
| Slapeloze Nachten                                                   | 2013                  | 18-05-2013            | 6               | 32           | Goud        |

| Album met hitnotering(en) in de Vlaamse Ultratop 200 albums | Datum van verschijnen | Datum van binnenkomst | Hoogste positie | Aantal weken | Opmerkingen |
| ----------------------------------------------------------- | --------------------- | --------------------- | --------------- | ------------ | ----------- |
| Succes / Ik ben Twan                                        | 2010                  | 20-03-2010            | 57              | 22           |             |
| Slapeloze nachten                                           | 2013                  | 18-05-2013            | 15              | 37*          |             |

### Singles
| Single met eventuele hitnotering(en) in de Nederlandse Top 40 | Datum van verschijnen | Datum van binnenkomst | Hoogste positie | Aantal weken | Opmerkingen |
| ------------------------------------------------------------- | --------------------- | --------------------- | --------------- | ------------ | --- |
| Fok jou                                                       | 2005                  | 30-07-2005            | tip8            | -            | Nr. 80 in de Single Top 100                                                                                       |
| Wat wil je doen                                               | 2005                  | 08-10-2005            | 15              | 8            | met The Partysquad, Willie Wartaal, SpaceKees, Darryl, Heist-Rockah & Art Officials / Nr. 12 in de Single Top 100 |
| Slaap / Oew oew                                               | 06-02-2006            | 25-02-2006            | 4               | 10           | Nr. 7 in de Single Top 100                                                                                        |
| Je weet zelluf                                                | 2007                  | -                     |                 |              | met Ali B / Nr. 59 in de Single Top 100                                                                           |
| Dom, lomp en famous                                           | 2007                  | 27-10-2007            | 21              | 6            | met Dio & Willie Wartaal / Nr. 23 in de Single Top 100                                                            |
| Vandaag / Me nikes*                                           | 2008                  | -                     |                 |              | *met Sef / Nr. 76 in de Single Top 100                                                                            |
| Broodje bakpao                                                | 14-12-2009            | 19-12-2009            | 2               | 11           | met Gers & Sef / Nr. 1 in de Single Top 100                                                                       |
| Licht uit                                                     | 22-02-2010            | 13-03-2010            | 23              | 7            | Nr. 19 in de Single Top 100                                                                                       |
| Brief aan jou                                                 | 2010                  | 22-05-2010            | 30              | 5            | met Trijntje Oosterhuis / Nr. 10 in de Single Top 100                                                             |
| Crazy zin in                                                  | 14-06-2010            | 10-07-2010            | tip10           | -            | met Sef |
| Slapeloze nachten                                             | 2012                  | 04-08-2012            | 1(1wk)          | 16           | Nr. 2 in de Single Top 100                                                                                        |
| Hey dj                                                        | 26-11-2012            | 01-12-2012            | 18              | 11           | Nr. 21 in de Single Top 100 / Alarmschijf                                                                         |
| Sukkel voor de liefde                                         | 2013                  | 13-04-2013            | 11              | 10           | met Mr. Probz / Nr. 10 in de Single Top 100                                                                       |
| Thunder                                                       | 2013                  | 18-05-2013            | 19              | 9            | met Yellow Claw / Nr. 10 in de Single Top 100                                                                     |

| Single met hitnotering(en) in de Vlaamse Ultratop 50 | Datum van verschijnen | Datum van binnenkomst | Hoogste positie | Aantal weken | Opmerkingen     |
| ---------------------------------------------------- | --------------------- | --------------------- | --------------- | ------------ | --------------- |
| Broodje bakpao                                       | 2009                  | 16-01-2010            | 3               | 13           | met Gers & Sef  |
| Licht uit                                            | 2010                  | 20-03-2010            | 3               | 23           |                 |
| Crazy zin in                                         | 2010                  | 21-08-2010            | tip29           | -            | met Sef         |
| Licht uit (Coone remix)                              | 05-12-2011            | 17-12-2011            | tip16           | -            |                 |
| Slapeloze nachten                                    | 2012                  | 01-09-2012            | 20              | 9            |                 |
| Hey dj                                               | 2012                  | 08-12-2012            | tip17           | -            |                 |
| Sukkel voor de liefde                                | 2013                  | 18-05-2013            | 43              | 3            | met Mr. Probz   |
| Thunder                                              | 2013                  | 21-06-2013            | 9               | 17           | met Yellow Claw |
| Op een level                                         | 2013                  | 16-11-2013            | tip24           | -            |                 |

### NPO Radio 2 Top 2000
| Nummer met noteringen in de NPO Radio 2 Top 2000 | '18  | '19  | '20  | '21 | '22 | '23 | '24  |
| ------------------------------------------------ | ---- | ---- | ---- | --- | --- | --- | ---- |
| Slapeloze nachten                                | 1664 | 1497 | 1218 | 787 | 943 | 903 | 1068 |

1. ↑  Een vetgedrukt getal geeft de hoogste notering aan.
2. ↑  2018 was het eerste jaar met een notering voor dit nummer.

## Videoclips
De Fik Erin
- Fok jou
- Oew oew
- Slaap
- Je Kan Niks Doen

Begin Twintig
- Dom, Lomp & Famous (ft. Dio & Willie Wartaal)
- Me Nikes (ft. Sef)
- Kom Nie Hier (Ft. Kempi)
- Geen Klasse, Geen Stijl (Ft. Reverse)
- Vandaag
- Sjonnie & Anita

Ik Ben Twan
- Broodje Bakpao (Ft. Gers, New Kids & Sef)
- Brief aan jou (Ft. Trijntje Oosterhuis)
- Crazy Zin In (Ft. Sef)
- Duif Op De Dam (Ft. Burgs, Sjaak & Kleine Viezerik)
- Kryptonite
- Het Goede Leven

Succes
- Licht Uit

Overige
- Fok De Macht! (Ft. Ali B)
- Dikke Lul, 3 Bier

Gastoptredens
- Wat Wil Je Doen? (Ft. The Partysquad, Jayh & Reverse (Art-Official), Willie Wartaal, Spacekees, Darryl & Heist-Rockah)
- Je Weet Zelluf (Ft. Ali B)

## Prijzen
| Jaar | Prijs               | Categorie                 | Muziek                        |     |
| ---- | ------------------- | ------------------------- | ----------------------------- | --- |
| 2006 | Urban Awards        | Beste Single              | Slaap                         | Nom |
| 2006 | Urban Awards        | Beste Album               | De Fik Erin                   | Nom |
| 2006 | Gouden Greep        |                           |                               | Nom |
| 2006 | TMF Awards 2006     | Beste Nieuwkomer          | Nom                           |     |
| 2006 | 3voor12 Awards      | Beste Nederlandse Album   | De Fik Erin                   | Nom |
| 2007 | Urban Awards        | Beste Single              | Geen Klasse, geen Stijl       | Win |
| 2007 | Urban Awards        | Beste Video               | Geen Klasse, geen Stijl       | Win |
| 2007 | Urban Awards        | Beste Mixtape             | RauwDauw                      | Nom |
| 2007 | Gouden Greep        | Beste Album               | Begin Twintig                 | Win |
| 2007 | Gouden Greep        | Beste Live-Act            |                               | Nom |
| 2007 | Gouden Greep        | Beste Groep               | Win                           |     |
| 2007 | Gouden Greep        | Beste Nummer              | Dom, Lomp & Famous            | Win |
| 2007 | Gouden Greep        | Beste Clip                | Dom, Lomp & Famous            | Win |
| 2007 | TMF Awards 2007     | TMF Pure Award            |                               | Nom |
| 2008 | State Awards 2008   | Beste Groep               | Win                           |     |
| 2008 | State Awards 2008   | Beste Live-act            | Win                           |     |
| 2008 | State Awards 2008   | Beste Clip                | Vandaag                       | Nom |
| 2008 | Zilveren Harp 2007  |                           |                               | Win |
| 2008 | 3Voor12 Awards      | Song van het jaar 2008    | Me Nikes Ft. Sef              | Nom |
| 2009 | TMF Awards 2009     | TMF Pure Award            |                               | Nom |
| 2010 | 3FM Awards 2010     | Beste Artiest Alternative | Win                           |     |
| 2010 | TMF Awards 2010     | TMF Pure Award            | Win                           |     |
| 2010 | TMF Awards 2010     | Beste Video               | Broodje Bakpao met Gers & Sef | Win |
| 2010 | TMF Awards 2010     | TMF Superchart Award      | Broodje Bakpao met Gers & Sef | Win |
| 2010 | TMF Awards 2010     | Beste Live Act            |                               | Nom |
| 2010 | Edison Music Awards | Beste Album               | Succes / Ik Ben Twan          | Nom |
| 2010 | Edison Music Awards | Beste Single              | Broodje Bakpao met Gers & Sef | Nom |
| 2010 | State Awards 2010   | Beste Groep               |                               | Nom |
| 2010 | State Awards 2010   | Beste Single              | Broodje Bakpao met Gers & Sef | Nom |
| 2010 | State Awards 2010   | Beste Clip                | Licht Uit                     | Nom |
| 2010 | State Awards 2010   | Beste Live Act            |                               | Nom |
| 2010 | 3VOOR12 Award       | Song van het Jaar         | Licht Uit                     | #48 |
| 2011 | 3FM Awards 2011     | Hiphop                    |                               | Nom |
| 2011 | State Awards 2011   | Beste Clip                | Het Goede Leven               | Nom |
| 2011 | State Awards 2011   | Beste Live Act            |                               | Nom |
| 2013 | 3FM Awards 2013     | Beste artiest Hiphop      |                               | Win |
| 2014 | Popprijs 2013       |                           |                               | Win |
| 2021 | Edison Pop 2021     | Oeuvreprijs               |                               | Win |

Overige
- In 2007 eindigt The Opposites derde, met het nummer Dikke Lul, 3 Bier, bij de verkiezing van een nieuw volkslied, na Liesbeth List en winnaar Frans Bauer.[6]
- In 2008 winnen The Opposites de Buma Zilveren Harp 2007, een aanmoedigingsprijs voor veelbelovende kunstenaars die een belangrijke bijdrage hebben geleverd aan de Nederlandse muziek.